# Цветы на чердаке
«Цветы на чердаке» (англ. Flowers in the Attic) — первая книга американской писательницы Вирджинии Эндрюс из серии «Доллангенджеры» в жанре семейной саги. Это также был её первый опубликованный роман, который она выпустила под своим настоящим именем. Хотя книга часто указывается как её дебют, сама Эндрюс в письме своему литературному агенту упомянула, что до этого у неё были написаны девять повестей, из которых три были опубликованы под псевдонимом, который она не озвучила.
Несмотря на то, что сюжет содержит крайне непристойные вещи в виде темы инцеста, из-за чего книга в разное время была под запретом в ряде Штатов и даже удалялась из школьных библиотек, она уже через две недели после выхода стала бестселлером, разойдясь по миру в количестве 40 миллионов экземпляров. Книга была отмечена наградой BILBY Award 1993 года. Успех книги привёл к тому, что Эндрюс, до этого работавшая иллюстратором, полностью перешла на писательскую деятельность и вплоть до смерти ежегодно выпускала по книге.
На русском языке книга была впервые издана в 1994 году сотрудничеством издательств «Вече», «Персей» и «АСТ» в переводе Александра Смульского и не переиздавалась вплоть до 2015 года, когда её выпустило издательство «Азбука-Аттикус» в переводе того же Смульского.

## Сюжет
Повествование ведётся от лица Кэтрин Ли Доллангенджер. В 1957 году 12-летняя Кэти счастливо жила со своими родителями, Кристофером и Корриной, старшим братом, 14-летним Крисом, и 4-летними близнецами, Кори и Кэрри, в Гладстоуне в Пенсильвании. Их семью в шутку называют дрезденскими куколками из-за их светлых волос и голубых глаз. Счастье обрывается в день рождения Кристофера — он погибает в автокатастрофе. Спустя несколько месяцев Коррина признаётся, что всё их имущество и дом были куплены на взятые в банке долгосрочные ссуды, ни за одну из которых они до сих пор не расплатились. Теперь же всё это у них заберут, поскольку Коррина не умеет содержать семью (она никогда не работала). Из-за этого женщина решает вернуться с детьми в родительский дом в окрестностях Шарлотсвилля в Виргинии. Кэти и Крис до этого никогда ничего не слышали об их дедушке и бабушке по материнской линии — Малькольме и Оливии Фоксворт. Коррина объясняет это тем, что Малькольм не одобрил её брак с Кристофером и поэтому вычеркнул её из их жизни. Теперь же она снова хочет добиться расположения отца, чтобы тот переписал завещание в её пользу (Фоксворты, с её слов, баснословно богаты, а Малькольм очень болен и скоро умрёт). 
В дом Фоксвортов (который является роскошным особняком) семья приезжает тайно ночью. Их встречает только одна Оливия, представляющая собой жестокую, грозную, строгую и крайне набожную женщину, которая открыто выражает свою неприязнь к Коррине и внукам. Оказывается, Кристофер был единокровным братом Малькольма и, соответственно, сводным дядей Коррины (именно поэтому Малькольм в своё время так рассердился на дочь), из-за чего четверо детей являются результатом кровосмешения, поэтому Оливия воспринимает внуков не иначе как «дьявольское отродье». Коррина успокаивает детей, говоря, что ей удастся заставить отца переделать завещание в её пользу, потому что Малькольм не имеет никаких наследников — у неё были два брата, но оба умерли. Выясняется, что Малькольм ничего не знает о внуках и думает, что у Коррины и Кристофера не было детей, а потому Криса, Кэти, Кори и Кэрри нужно спрятать, пока Коррина не завоюет его доверие и не решится рассказать ему о них. Вследствие этого все четверо Доллангенджеров должны жить в спальне на верхнем этаже с двумя двуспальными кроватями, ванной комнатой и шкафом, который скрывает дверной проем на чердак. Коррина обещает им, что это ненадолго.
Во время их заточения в комнате Крис и Кэти должны заботиться о Кори и Кэрри, а заодно терпеть открыто выражающую к ним свою нелюбовь бабушку, которая раз в день приносит им корзину с едой. Оливия даёт понять, что она ненавидит внуков и будет их жестоко наказывать при неповиновении. Одно из её требований состоит в том, чтобы они спали на двух кроватях по половому признаку — Крис с Кори, Кэти с Кэрри. Проходит несколько недель, и Коррина признаётся детям, что не может рассказать про них отцу, а поэтому тем придётся жить взаперти, пока он не умрёт. Дети постепенно смиряются с их положением, хотя недоедают, страдают от нехватки свежего воздуха и солнечного света. Они украшают чердак бумажными цветами и растениями, чтобы находиться там было не так страшно для маленьких близнецов, которые все больше и больше принимают Криса и Кэти за родителей. Коррина поначалу приносит им игры, книги и игрушки, навещает каждый день, но постепенно начинает это делать всё реже и реже. Крис хочет стать врачом и читает медицинские книги, Кэти практикуется в балете. Так проходит целый год, и Кэти всё больше разочаровывается. Мать получает удовольствие от свободы, наслаждается парусным спортом, имеет восхитительные наряды и украшения и выглядит здоровой и красивой, в то время, как дети заперты с холодной едой, без свежего воздуха, солнечного света, свободы. Кэти просит выпустить их, потому что теперь у матери точно есть накопления, но это вызывает злость Коррины. Кэти отмечает, что Коррину не волнует, что они взаперти. На Рождество она позволяет Крису и Кэти пробраться вниз, чтобы посмотреть на бал, после чего дети должны вернуться. Они видят горячую пищу, роскошь, веселье, а заодно впервые видят Малькольма, который, на их удивление, так похож на пожилую версию их отца. Кэти отмечает, как их мать проводит все своё время с красивым, темноволосым человеком. Они возвращаются к себе в комнату, но Крис решает исследовать дом и исчезает. Коррина приходит к детям, замечает отсутствие Криса, и когда тот возвращается, бьёт детей. После этого Крис рассказывает Кэти, какая у Коррины роскошная спальня.
Проходит ещё два с половиной года. Крис и Кэти проходят период полового созревания, пробуждаются гормоны и тайные желания, которые они оба подавляют. Весь их мир сократился до близнецов, матери и бабушки, а также их совместной ответственности, как родителей Кэрри и Кори. Дети всё больше разочаровываются в матери, которая за это время заходит к ним всё реже и реже. Постепенно Крис и Кэти становятся всё ближе друг другу, чем когда-либо, поскольку они зависят друг от друга. Когда близнецы сильно заболевают, им отказывают во враче, и гнев Кэти на мать растет. Несколько раз она спорит с Крисом о том, когда они будут освобождены: Крис обожает Коррину и боготворит её, как идеальную женщину, но он тоже начинает сомневаться в ней. Однажды их мать уезжает в долгую поездку, а Оливия входит в комнату в тот момент, когда Кэти надевает платье, а Крис за этим наблюдает. Бабушка торжествует, называя детей «Дьявольским отродьем» и приказывает Крису отрезать красивые, длинные, светлые волосы Кэти, но он отказывается. Тогда Оливия отказывает им в пище целую неделю, а однажды ночью обливает волосы Кэти смолой. Крису не удается удалить смолу без обрезки волос путём смешивания химических веществ из его набора химии и он вынужден коротко обрезать волосы Кэти. Между тем, тирания Оливии на внуков только усиливается. После шести месяцев мать возвращается и говорит, что вышла замуж за того темноволосого мужчину, Барта Уинслоу, который является адвокатом. Своё отсутствие она объяснила медовым месяцем в Европе и Канаде. Она приносит дорогие подарки, но детей шокирует тот факт, что её новый муж тоже не знает о них. Их дед до сих пор жив, и Кэти просит мать их выпустить, но ей отказывают. Пока мать не видит, Крис берет ключ матери и делает слепок на мыле, а потом с помощью слепка вырезает деревянный ключ. Он совершает набеги в комнату матери и отчима и понемногу крадёт их деньги, чтобы накопить на билеты на поезд. Параллельно Кэти отмечает, что за два года, от недостатка пищи и солнечного света, Кори и Кэрри почти не подросли, а Коррина и вовсе не замечает младших. Однажды ночью Кэти присоединяется к Крису и пытается убедить его взять мелкие предметы украшений, чтобы продать, но он отказывается, упорно цепляясь за идеал матери.
Бабушка начинает приносить им пончики, посыпанные сахарной пудрой, а спустя какое-то время все четверо начинают страдать от плохого самочувствия. Кэти одна идёт в комнату матери и находит там спящего отчима. Очаровываясь им, она целует его. Крис позже узнаёт об этом и это приводит его в ярость. Его чувства, которые он скрывал, вырвались наружу, и он срывается на Кэти. Ссора заканчивается примирением и интимной близостью брата и сестры. На следующий день Кори очень болен, настолько сильно, что их бабушка зовёт Коррину. Кэти требует, чтобы Кори отвезли в больницу. Когда Коррина колеблется, ненависть Кэти прорывается, и она клянётся, что она заставит мать платить, если Кори умрет, потому что её деньги не смогут спасти сына. Коррина забирает младшего сына, но позже возвращается одна и сообщает, что Кори не выжил, умерев от пневмонии, и уже похоронен. Убитая горем Кэрри перестает говорить, есть, пить, не в силах жить без брата. Крис, наконец, соглашается взять некоторые драгоценные вещи и бежать с тем, что у них есть, но возвращается в ужасе, потому что Коррина и Барт уехали, а все их драгоценности и личные вещи исчезли. Тогда Крис решает обокрасть комнату Малькольма, но обнаруживает, что она тоже пуста. Из подслушанного разговора прислуги он узнаёт, что старик умер семь месяцев назад. Коррина уже унаследовала все деньги, но всё равно оставила детей запертыми. Кроме того, он слышит, что Оливия «носит наверх отраву для мышей в огромном количестве» и понимает, что бабушка сыпала мышьяк, смешанный с сахарной пудрой, на пончики, медленно отравляя их, отчего умер Кори. Чтобы проверить это, он даёт кусочек того самого пончика любимцу детей, прирученному Кори мышонку, и тот умирает. Это становится последней каплей, и ночью трое Доллангенджеров сбегают из дома. Кэти хочет отправиться в полицию, но тут Крис рассказывает, о чём он ещё узнал из разговора прислуги: буквально накануне смерти Малькольм внёс в завещание небольшое изменение, по которому Коррина лишится наследства, если у неё обнаружатся дети от первого брака и от брака с Бартом. Кэти проходит к печальному выводу, что идея отравить их принадлежала матери и что деньги Фоксвортов удивительным образом сумели уничтожить в Коррине всю ту любовь, которой она когда-то их окружала. Они решают не обращаться в полицию, решив, что сами смогут выжить после трёх лет изоляции, и садятся на автобус, чтобы отправиться в Сарасоту во Флориде, где попробуют примкнуть к цирковым труппам. Напоследок Кэти клянётся, что когда-нибудь отомстит Коррине Уинслоу.

## Продолжения
В дальнейшем Эндрюс написала ещё три продолжения — «Лепестки на ветру», «Сквозь тернии» и «Семена прошлого». На момент смерти она работала над приквелом «Сад теней», который рассказывает истории бабушки Кэти, Оливии Уинфилд. После смерти Эндрюс её наследники наняли писателя Эндрю Нейдмана, который на основе её сохранившихся черновиков закончил книгу, но издал её под именем Эндрюс.
В 2014-15-х годах Нейдман всё так же под именем Эндрюс издал ещё трилогию сиквелов «Тайны Фоквортов», «Эхо Доллангенджеров» (эти две имеют приставку «Дневники Кристофера», потому что содержат выдержки из его дневника, в котором он описывает события «Цветы на чердаке» со своей точки зрения) и «Тайный брат» (последняя книга раскрывает окончательную судьбу Кори Доллангенджера).
В 2019-20-х годах Нейдман выпустил трилогию приквелов («Под чердаком», «Вне чердака» и «Тени Фоксвортов»), рассказывающих о прабабушке Кэти, Коррине Диксон.        

## Экранизации
По книге было выпущено две экранизации — в 1987 году кинофильм (Кристи Суонсон в роли Кэти, Виктория Теннант в роли Коррины и Луиза Флетчер в роли Оливии) и в 2014 году телефильм (Кирнан Шипка в роли Кэти, Хизер Грэм в роли Коррины и Эллен Бёрстин в роли Оливии).

## Возможные прототипы
Долгое время считалось, что сюжет книги целиком выдуман. Однако в 2010 году администратор сайта Эндрюс заявил, что связался с неким её родственником, который поведал ему, что в своё время Эндрюс находилась на лечении в Университетской Больнице Виргинии, где у неё случился небольшой роман с местным врачом. Этот человек якобы поведал Эндрюс, как он и его братья и сёстры провели в заточении на чердаке целых 6 лет, чтобы сохранить семейное наследство. В 2013 году Энн Патти, которая была редактором книги, тоже подтвердила эту историю, но добавила, что образы большинства персонажей, как и многие аспекты истории, скорее всего выдуманы.
В 1982 году Эндрюс написала для ежемесячника «The Writer» статью «Способ писателя извлечь выгоду из воспоминаний», в которой посоветовала писателям, пишущем в подобном жанре, черпать вдохновение для сюжетов из своих или чужих воспоминаний, но в то же время «приукрашивать» их, чтобы делать сюжеты более захватывающими и драматичными.